# NGC 336
NGC 336 je galaksija u zviježđu Kit.

## Vanjske poveznice
- SEDS: NGC 336